# Les Grandes Crues
 (novembre 2021).
Si vous disposez d'ouvrages ou d'articles de référence ou si vous connaissez des sites web de qualité traitant du thème abordé ici, merci de compléter l'article en donnant les références utiles à sa vérifiabilité et en les liant à la section « Notes et références ».
Les Grandes Crues est un duo d’humoristes québécoises formé par Ève Côté et Marie-Lyne Joncas. Elles ont lancé leur premier spectacle Su'l gros vin en 2018.

## Radio
Jusqu'à 2020, Marie-Lyne Joncas a été animatrice au 96,9 CKOI. Depuis 2020, Joncas est maintenant une animatrice de L'heure du lunch avec Benoît Gagnon sur les ondes de CITE-FM (107,3 Rouge). Ève Côté quitte 96,9 CKOI en 2021 en faveur de CITE-FM dans l'émission La gang du matin.